# هنري ك. كونلي
هنري ك. كونلي (بالإنجليزية: Henry C. Connelly)‏ هو مصرفي وسياسي أمريكي، ولد في 25 سبتمبر 1832، وتوفي في 8 أكتوبر 1912. حزبياً، نشط في الحزب الجمهوري. وقد انتخب عضو مجلس ولاية نيويورك.